# 高安秀樹
高安 秀樹（たかやす ひでき、1958年 - ）は日本の物理学者。専門は、フラクタル理論、統計物理学、エコノフィジックス。妻は東京工業大学教授の高安美佐子。高安美佐子、金澤輝代士、末重拓己らと共にボルツマン方程式を使い金融市場トレーダーの行動法則について解明している。

## 略歴
- 1976年 千葉県立匝瑳高等学校卒業。
- 1980年 名古屋大学理学部卒業。
- 1985年 名古屋大学大学院理学研究科博士課程修了。
- 1986年 神戸大学理学部地球科学科助手。
- 1988年 神戸大学理学部地球科学科助教授。
- 1993年 東北大学大学院情報科学研究科教授。
- 1997年 ソニーコンピュータサイエンス研究所シニアリサーチャー。
- 2016年 東京工業大学科学技術創成研究院特任教授[2]。

## 著書・訳書
- フラクタル ISBN 4254100507
- フラクタル科学 ISBN 4254100639
- フラクタルって何だろう―新しい科学が自然を見る目を変えた、高安 秀樹 (著), 高安 美佐子 (著)  ISBN 4478830045
- 鏡の伝説―カオス・フラクタル理論が自然を見る目を変えた、J. ブリッグス (著), F.D. ピート (著), 高安 秀樹 (翻訳), 高安 美佐子 (翻訳) ISBN 4478830053
- ゆらぎの科学〈8〉、高安 秀樹 (著), 石田 幸平 (著), 青木 健一 (著), 小倉 久直 (著), 光谷 拓実 (著), ゆらぎ現象研究会 (編集) ISBN 462721121X
- 経済・情報・生命の臨界ゆらぎ―複雑系科学で近未来を読む、高安 秀樹 (著), 高安 美佐子 (著) ISBN 447883010X
- エコノフィジックス 市場に潜む物理法則、高安 秀樹 (著), 高安 美佐子 (著) ISBN 4532149541
- 経済物理学の発見 ISBN 4334032672
- Practical Fruits of Econophysics ISBN 4431289143